# Santuario della Madonna del Carmine (Accadia)
Il santuario della Madonna del Carmine è situato tra i monti della Daunia, nel territorio comunale di Accadia, lungo le falde meridionali del monte Crispignano a un'altitudine di 1 039 m s.l.m..

## Storia
Secondo la tradizione, sulla sommità del monte Crispiniano (l'attuale Crispignano) apparve la Madonna del Carmine in una fenditura della roccia ad un pastorello di Panni di 12 anni tra il 1200 e il 1300 . Dal XIV secolo, venne costruito un importante santuario dedicato proprio alla Madonna.
A Giuseppe Recco duca di Accadia si deve la realizzazione della cappella nel 1694 e la donazione del bassorilievo marmoreo raffigurante la Madonna e il bambino.
Nel 1753 venne ricostruita la cappella sulla sommità della rupe dell'Apparizione, con la facciata rivolta verso Accadia, Il 21 agosto 1927 si procedette alla sua consacrazione e all'incoronazione della Beata Vergine del Carmine.
Nel 2007 in ricordo dell'ottantesimo anniversario dell'incoronazione della Madonna, si svolsero solenni festeggiamenti, che videro l'arrivo sul monte di numerosi fedeli e pellegrini che accompagnarono la statua della Madonna fino ad Accadia.

## Festività religiose
(Iscrizione contenuta in un'epigrafe custodita nel Santuario)
- Prima domenica di maggio: pellegrinaggio da Accadia fino al santuario;
- 16 luglio: festa della Beata Vergine del Carmine, con pellegrinaggio fiaccolata e festeggiamenti;
- 20-21-22 agosto: ricordo dell'incoronazione della Madonna del 1927 e ogni 5 anni, discesa della Madonna da Monte Crispignano fino ad Accadia.